# Bass Pumpin
Bass Pumpin è il singolo di debutto della cantante australiana Kelebek, prodotto per permettere all'artista di partecipare all'Undercover Project e pubblicato il 21 luglio 2012. Le ha fatto vincere due premi ai Kool Skools 2011, nella categoria Best Female Artist e Best Pop Song.

## Tracce
- Download digitale

1. Bass Pumpin – 3:34